# Уанди, Эрнест
Эрнест Уа́нди (фр. Ernest Ouandié; 1924 — 15 января 1971) — политический деятель Камеруна, лидер национально-освободительной борьбы 1950-х, который продолжал сопротивляться правительству президента Ахмаду Ахиджо после обретения независимости в 1960 году.
Учитель по профессии. С 1944 года принимал активное участие в создании в Камеруне профсоюзов. С 1948 года был активистом Союза народов Камеруна (СНК), в 1949 году совместно с Ум Ниобе основал центральный партийный орган журнал «Вуа дю Камерун», в 1952—1962 годах был вице-президентом партии.
В 1955—1957 годах переехал в Западный Камерун, однако за революционную деятельность был выдворен из страны французскими властями. В 1961 году нелегально вернулся в страну и после смерти Феликса-Ролана Мумие возглавил СНК. Его схватили в 1970 году, судили и приговорили к смертной казни. 15 января 1971 года он был публично казнен в Бафуссаме.

## Ранние годы
Эрнест Оуанди родился в 1924 году в Бадумле (район Бана в О-Нкаме) в семье народности бамилеке . Учился в государственной школе в Бафуссаме, а затем в l’Ecole Primaire Supérieure de Yaoundé, где в ноябре 1943 года получил Diplôme des Moniteurs Indigènes (DMI) и начал работать учителем. В 1944 году он вступил в Союз конфедеративных профсоюзов Камеруна, входивший во Французскую Всеобщую конфедерацию труда. С 1944 по 1948 год Эрнест Уанди преподавал в Эдеа. 7 октября 1948 года он был отправлен в Джанг . Месяц спустя он был отправлен в Дуалу в качестве директора государственной школы New-Bell Bamiléké.
В 1948 году Уанди стал членом Союза народов Камеруна (Union des Populations du Cameroun) — левой политической партии, выступающей за независимость. Четыре года спустя он был избран вице-президентом партии. В сентябре 1953 года он был переведён в Думе и Йоко в Мбам-и-Ким . В декабре 1954 года он был отправлен в Батури, затем в Бертуа . Наконец, в январе 1955 года его снова направили в Дуалу.  Он посетил Всемирный конгресс демократической молодежи в Китае в декабре 1954 года, а также побывал в Париже и Москве. 

## Борец-партизан
В апреле и мае 1955 года СНК провёл серию митингов, распространял брошюры и организовывал забастовки. 20 июня 1955 года лидер партии Рубен Ум Ньобе был заочно приговорён к шести месяцам тюремного заключения и крупному штрафу. 13 июля 1955 года французское правительство Эдгара Фора своим указом запретило СНК, и большинство лидеров партии перебрались в Кумбу в Южном Камеруне под управлением Великобритании, чтобы избежать тюремного заключения колониальной властью.
В Камеруне вспыхнула революция. Рубен Ум Ньобе оставался во французской зоне в лесу недалеко от своей родной деревни Бумниебель, где он укрылся в апреле 1955 года. Эта деревня находится к востоку от района Санага-Маритим по дороге, соединяющей Эдеа со столицей Яунде. Националистические повстанцы СНК вели ожесточенную борьбу против французов, которые подавляли недовольство столь же безжалостно. Повстанцы были вынуждены укрыться в болотах и лесах. Рубен Ум Ньобе был загнан в угол в районе Санага-Приморье и убит 13 сентября 1958 года.
Уанди укрылся в Кумбе в 1956 году. В июле 1957 года под давлением французов британские власти в западном Камеруне депортировали Эрнеста Уанди и других лидеров СНК в Хартум, Судан. Затем он перебирался в Каир (Египет), Конакри (Гвинея), и, наконец, в Аккру (Гана). После обретения Камеруном независимости в 1960 году повстанцы СНК, которые боролись с французской колониальной администрацией, продолжали бороться с правительством президента Ахмаду Ахиджо, которого они считали марионеткой французов, чьи войска оставались в стране и во главе с генералом Максом Брианом, ранее служившим в Алжире и Индокитае, эти войска провели карательные кампании на территории Бамилеке в Западной, Центральной и Приморской провинциях. Кампания показала нарушения прав человека со всех сторон. Согласно большинству источников, во время борьбы СНК с правительством и французами число погибших исчислялось десятками тысяч человек; по другим источникам — сотнями тысяч.
В 1960 году Уанди, Феликс-Ролан Мумие, Абель Кинге и другие лидеры СНК пребывали в изгнании и изоляции. Руководство СКП все больше вовлекалось в межфракционные разборки, оторвавшись от того, что происходило в Камеруне. Мумие был отравлен французскими агентами с помощью таллия 13 октября 1960 года и скончался 4 ноября 1960 года, оставив Уанди во главе СНК. 1 мая 1961 года военный трибунал в Яунде приговорил Уанди и Абеля Кингу (в их отсутствие) к ссылке. В том же году Уанди тайно вернулся из Аккры в Камерун, чтобы работать над свержением режима Ахиджо.  Южный Камерун (ныне юго-западный и северо-западный регионы) получил независимость от британцев и присоединился к свободной федерации с Восточным Камеруном 1 октября 1961 года. Абель Кингуэ умер в Каире 16 июня 1964 года, оставив Уанди последним членом. первоначального руководства СНК. Президент Ахиджо объявил Уанди врагом народа номер один.
Под руководством Уанди партизанская война против режима Ахиджо со стороны Армии национального освобождения Камеруна продолжалась и на протяжении 1960-х годов, однако при этом зоны активности постепенно сокращались, а численность партизан постепенно сокращалась. Лидер повстанцев Танкеу Ноэ был схвачен и казнен. В январе 1964 года в Дуале, Бафуссаме и Эдеа в рамках празднования четвертой годовщины независимости были устроены публичные казни пятнадцати захваченных в плен повстанцев. Тем временем члены СНК в изгнании были вовлечены в борьбу за власть, которая заставила Уанди и его партизан все больше опасаться предательства, в то время как правительство запугивало население повстанцами, чтобы оправдать усиление сил безопасности, оккупирующих города и деревни бамилеке. Партизаны вели охотничий образ жизни и часто испытывали недостаток в еде.

## Арест и казнь
Альберт Ндонгмо, также являющийся бамилеке, был назначен епископом Нконгсамба в 1964 году в епархии, находившейся в зоне партизанских действий По словам Ндонгмо, с 1965 году он пытался быть посредником в переговорах между президентом Ахмаду Ахиджо и Уанди, чтобы положить конец боевым действиям. В последующие годы у Ндонгмо был ряд встреч с повстанцами. В 1970 году Уанди позвал на помощь, и Ндонгмо подобрал его на своей машине и отвез к себе домой, где позволил ему остаться на несколько ночей. Ндонгмо утверждал, что его действия соответствовали инструкциям президента Ахиджо; при этом он сочувствовал повстанцам, хотя и не одобрял их методы. Ндонгмо был вызван в Рим, но перед отъездом он отослал Уанди и его секретаря укрыться у своего катехизатора на окраине Мбанги, однако тот отказался принять Уанди и предупредил полицию.
Уанди и секретарь сбежали, но оказались на незнакомой территории. Уанди пытался спрятаться на банановых плантациях, но безнадежно заблудился. 19 августа 1970 года Уанди сдался властям недалеко от города Лум. Измученный, дезориентированный, страдающий от жажды и голода, он попросил помощи у прохожего. Тот узнал его и повел к ближайшей жандармерии. Когда они подошли к зданию, и Уанди понял, что происходит, он сам зашёл в отделение и сказал им, кто он такой. Сначала офицеры запаниковали и сбежали, однако в итоге Уанди был доставлен на вертолете в Яунде и заключен в тюрьму.
По возвращении из Рима был задержан и Ндонгмо. 29 августа в Cameroon Times опубликована статья под названием «Епископ Ндонгмо арестован по обвинению в подрывной деятельности». Газета также сообщила, что Уанди сдался правительственным войскам. Репортер, редактор и издатель газеты были арестованы, преданы суду и осуждены военным трибуналом по обвинению в публикации ложной информации. Суд заявил, что термин «сдался» может означать, что правительство не смогло поймать Уанди, что подрывает его авторитет. Суд заявил, что он был схвачен. Уанди был судим в декабре 1970 года и приговорен к смертной казни. Он был расстрелян 15 января 1971 года в Бафуссаме.
Во Франции большинство крупных СМИ (AFP, Le Monde) без оглядки воспроизвели версию, представленную правительством Ахмаду Ахиджо . С другой стороны, сеть «Солидарность» Анри Куриеля вела активную деятельность, мобилизуя юристов и интеллектуалов, чтобы попытаться организовать юридическую защиту обвиняемых и освещение в средствах массовой информации, а также французских дипломатов, чтобы убедить их вмешаться. Создаётся Международный комитет защиты Эрнеста Уанди под председательством натуралиста Теодора Моно. Несмотря на отсутствие интереса со стороны СМИ, к комитету присоединились несколько видных деятелей: бывший министр Пьер Кот, писатель Мишель Лейрис, философ Поль Рикер и лингвист Ноам Хомский. Петицию в поддержку подписали рабочие на заводе Thomson-CSF в Вилакубле.

## Наследие
Епископа Ндонгмо также судил военный трибунал за государственную измену в январе 1971 года, признал виновным и приговорил к смертной казни через расстрел. Однако приговор был заменен пожизненным заключением, и священнослужитель был отправлен в лагерь для военнопленных в Чоллире. Ндонгмо был помилован в 1976 году при условии, что он уедет из страны.
В январе 1991 года, в выходные после 20-й годовщины смерти Уанди, оппозиционные группы предприняли шаги, чтобы почтить память казнённого революционера и возложить цветы на место его гибели. Губернатор Западной провинции приказал населению оставаться дома, войска были приведены в состояние боевой готовности, а меры безопасности были усилены по всему Бафуссаму. Собирающуюся толпу разогнали, некоторых арестовали и допросили. Однако в конце того же года, 16 декабря 1991 года Уанди был объявлен парламентом Камеруна национальным героем. В январе 2012 года воссозданный Союз народов Камеруна выразил протест против осквернения могилы Уанди.